# Vlad-Vladimir Galin-Corini
Vlad Vladimir Galin-Corini (n. 25 iulie 1941, Galați, România) este un inginer și politician român, deputat în Parlamentul României în legislatura 1992-1996, ales în județul Ialomița pe listele partidului PDSR.

## Biografie
Vlad Vladimir Galin-Corini s-a nǎscut la Galați pe 25 iulie 1941. 
A urmat școala primară și liceul în orașul natal Galați. 
După terminarea liceului a urmat facultatea la Institutul Politehnic Iași.

## Familie
- Părinți: Ludmila Galin (1 aprilie 1912 – 25 februarie 2002)[1] și Eustațiu Galin Corini (n. 1900 – d. 1957).
- Frați: Laura Sârbu (n. 5 august 1929).
- Soție: Veronica (n. 2 noiembrie 1940).
- Copii: Lucian (n. 1964) și Ligia (n. 1969).

## Educație
- Bacalaureat, Liceul „Vasile Alecsandri”, Galați, promoția 1957.[2]
- Inginer, Universitatea Tehnică „Gheorghe Asachi”, Iași, Facultatea de Hidrotehnică.
- Doctor în științe, 1995.
- Doctor "Honoris Causa" a "Universității Francofone Internaționale", Bruxelles, Belgia.
- Doctor "Honoris Causa" a "Academiei Balcanice de Știință Cultură Liberă si Dezvoltare Durabilă", Sofia, Bulgaria.
- Membru al  "Academiei Balcanice de Știință Cultură Liberă si Dezvoltare Durabilă", Sofia, Bulgaria.
- Academician, membru titular al "Academiei Naționale de Științe Ecologice" din Republica Moldova.
- Academician, membru al "Academiei Ruse pentru Științele Naturale", filiala Republica Moldova.

## Activitatea profesională
- Inginer.
- Asistent universitar, Institutul Pedagogic Galați, 1964-1969.
- Șef Șantiere Îmbunătățiri Funciare și Construcții Hidrotehnice, Giurgiu-Răzmirești și Canal Dunăre-Marea Neagră, 1970-1980.
- Profesor asociat, Institutul Agronomic București, 1970-1990.
- Inginer specialist la Consilliul Economic al județului Ilfov, 1980-1981.
- Director de întreprindere "IEELIF", Giurgiu, 1981-1985.
- Director tehnic în Ministerul Apărării Naționale al României, 1986-1990.
- Consilier la Președinția României, 1990-1992, 1996-2002, 2005.
- Profesor și Decan al Facultății de "Ingineria Mediului", Universitatea din Oradea, 1993-2000.
- Profesor și prorector la Universitatea Ecologica, "Dimitrie Cantemir", Iași, 2000-2001.
- Ambasador în Senegal, Burkina Faso, Republica Guineea, Republica Mali și Republica Islamică Mauritania, 2002-2006.
- Director general "SC Fortisim SA", Voluntari, 2006-2013.
- Prezentator, și realizator al Emisiunii "Clubul Diplomațiilor" la TV Vox News, 2009-2010.
- Cercetător științific senior 1/2 normă la "Osterreichish-Rumanischer Akademischer Verein Center for Risk Studies in Economic and Social Sciences", Viena, Austria, 2011-2013.
- Membru al Comisiei pentru Îmbunătățiri Funciare, Consiliul Național al inginerilor și tehnicienilor din România, 1984-1990.
- Vicepreședinte al Consiliului Național pentru irigații și Drenaje, din România, 1992-1996.
- Membru al Cosiliului Consultativ al Ministerului Apelor, Pădurilor si Protecției Mediului, 1993-1996.
- Membru al Asociației Ambasadorilor și Diplomaților de Carieră din România, din 2006[3].

## Activitatea politică
- A participat la „Revoluția română” din decembrie 1989, fiind rănit.[necesită citare]
- A fost membru CPUN, în perioada 9 februarie 1990 – 20 mai 1990, din partea Partidului Liber Democrat.
- A fost ales deputat în septembrie 1992, fiind pe durata legislaturii 1992 – 1996 membru al grupului parlamentar al PDSR.

Ca parlamentar, a fost membru al Comisiei pentru agricultură, silvicultură, industrie alimentară și servicii specifice și președintele subcomisiei de anchetă privind aplicarea Legii fondului funciar. A inițiat propuneri legislative privind situația caselor naționalizate și privind acordarea pământului actualilor acționari din fostele IAS, fiind și membru al Grupului parlamentar de prietenie cu Federația Rusă.

## Activitate științifică

#### Lucrări publicate
- Cărți
- Curs practic de metode audiovizuale, Institutul Pedagogic Galați, 1965.
- Tânara generație prezență activă pe șntierele țării, colectiv, Editura Politică, București, 1970.
- Concepția de proiectare și exploatare a amenajărilor de irigații în noile condiții de proprietate din România, Editura Universității din Oradea, 1997.
- Politici și strategii de mediu, Curs pentru uzul studenților, Editura Universității din Oradea, 1999.
- Mediul - problema globală: strategii, programe și politici de mediu, Editura Universității din Oradea, 1999.
- Legislația de mediu, Curs pentru uzul studenților, Editura Universității din Oradea, 2000.
- Un secol de legislație a mediului în România, Editura Universității din Oradea, 2001.
- Noțiuni de legislație pentru studenții de la facultatea de Ingineria Mediului, Editura Universității din Oradea, 2001.
- Politici de mediu și implicarea lor în securitatea statelor,  Editura Universității din Oradea, 2001.
- Probleme ecologice contemporane în viziune politologică, București, Editura Cartea Universitară, 2007.
- Securitatea mediului o problemă mereu actuală, Editura Samia, Iași, 2012.
- Articole și Comunicări științifice
- "Unele considerații privind organizarea activității",(în colaborare), Sesiunea jubiliară de comunicări de propagandă tehnico-științifică în rândul tinerilior a Institutului Central de Documentare Tehnică, București, 1971.

- "Irigațiile și disciplina muncii în aplicarea udărilor", (în colaborare),Ședința de comunicări a Academiei RSR și ASAS, București, 1982.
- "Stabilirea Regimului optim de funcționare a amenajărilor pentru irigații în corelare cu SEN", colectiv, Contract de cercetare științifică, Institutul Agronomic "Nicolae Bălcescu", București, Partea I, 1984; Partea a II-a, 1985.
- "Analiză diagnostic la Trustul județean IAS Dâmbovița", colectiv, "CEPECA", București, 1986.
- "Influențarea privatizării agriculturii în proiectarea și exploatare sistemelor de irigații din România",  Sesiunea de comunicări științifice, Universitatea din Oradea,  1996.
- "Unele aprecieri privind exploatarea sistemelor de irigații în perioada 1994-1997",  Sesiunea de comunicări științifice, Universitatea din Oradea,  1998.
- "Influențarea factorilor de mediu în cazul conflictelor militare", Sesiunea de comunicări științifice, Universitatea din Oradea, 1999.
- "Măsuri cu caracter legislativ pentru protecția mediului o preocupare a administrațiilor locale încă din sec. al XIX-lea", Sesiunea de comunicări științifice, Universitatea din Oradea, 1999.
- " Preocupări ale Uniunii Europene pentru problemele de mediudin România și regiunea Europei Centrale", Sesiunea de comunicări științifice, Universitatea din Oradea, 1999.
- "Strategii naționale și internaționale în domeniul protecției mediului ambiant", Universitatea Ecologică "Dimitrie Cantemir", Iași, mai 2000.
- "Premisele elaborării strategiei de mediu în România", Fundația Ecologică" Dimitrie Cantemir", Iași, Academia Ecologică din România, Buletin Științific nr. 4, 2000.
- "Locul strategiilor de mediu în noua strategie de dezvoltare economico-socială a României", Fundația Ecologică "Dimitrie Cantemir", Iași, Academia Ecologică din România, Buletin Științific nr. 4, 2000.
- "Considerații privind locul și rolul strategiilor de mediu în cadrul strategiei globale de dezvoltare", Universitatea Ecologică "Dimitrie Cantemir", Iași decembrie 2000.
- "Strategii de mediu actuale în programele guvernamentale din România",  Sesiune jubiliară, Universitatea din Bacău, noiembrie, 2000.
- "Un secol de preocupări pentru starea mediului, documente încă actuale", Analele Universității din Oradea, Tom V, partea a II-a, 2000.
- "Un regulament din secolul XIX pentru organizarea unei licitații în vederea conscesionării unei întreprinderi de salubritate, documente încă actuale", Analele Universității din Oradea, Tom V, partea a II-a, 2000.
- "Unele considerații privind strategiile de mediu actuale și locul lor în programele guvernamentale", Fundația Ecologică "Dimitrie Cantemir", Iași, Academia Ecologică din România, Buletin Științific, nr. 5 2001.
- "Premisele politico-juridice ale elaborării strategiilor de mediu în România", Universitatea Ecologică "Dimitrie Cantemir", Iași, analele Facultății de Drept nr. 1/2001
- "Declinul Activității de irigații din România în ultimul deceniu al secolului XX",  Universitatea din Oradea, 2001.
- "Tradiții în legislația de protecția mediului în România", Sesiunea de comunicări științifice, Universitatea din Oradea, 2001.
- "Măsuri de protecția mediului într-un document din secolul al XIX-lea", Sesiunea de comunicări științifice, Universitatea din Oradea, 2001.
- "Politici de mediu și condiționarea lor de interese naționale", Sesiunea de comunicări științifice, Universitatea din Oradea, 2001.
- "Măsuri de protecția mediului din secolul al XIX-lea din România",  Sesiunea științifică, Fundația Ecologică "Dimitrie Cantemir", Academia Ecologică din România, 2001.
- "Interferențe între politicile de mediu și problemele securității naționale", Fundația Ecologică "Dimitrie Cantemir", Academia Ecologică din România, 2001.
- "Relația dintre politicile de mediu și securitatea națională a statelor", Universitatea Bacău, Facultatea de Litere și Științe Economice 2001.
- "Preocupări de protecția mediului în legislația românească la sfârșitul secolului al XIX-lea", Universitatea Bacău, Facultatea de Litere și Științe Economice 2001.

- "Securitatea ecologică a statelor în condițiile globalizării", în colaborare cu C. Marinescu, "Probleme regionale în contextul procesului de globalizare; Simpozion internațional, 9-10 octombrie 2002”, Chișinău, Editura Departamentului Editorial-Poligrafic al ASEM, 2002, pp. 391-393.
- "La technologie de l'information la politique del'environnement et la sécurité naționale", Revista Echos Informatique & Communication, nr. 10, Dakar, Senegal, 2002.
- "La contrôle  des indicateurs de L'environnement et son influences sur la paix et la  sécurité", Revista Echos Informatique & Communication, nr. 11, Dakar, Senegal, 2003.
- "Considerațiuni privind relația dintre ecologie și politologie”, în colaborare cu C. Marinescu, "Dezvoltarea constituțională a Republicii Moldova la etapa actuală; Materialele Conferinței științifico-practice internaționale", Bălți, 22-23 septembrie 2004”, Chișinău, 2004, pp. 1311-1328.
- "Securitatea ecologică a statelor în condițiile globalizării”, Academia de Științe a Moldovei, Revista de Filosofie, Sociologie și Științe Politice, Nr.3(154)/2010, pp.108-112.[4]
- "Importanța relațiilor dintre starea de securitate a unor națiuni și securitatea mediului și evoluția acestor relații", Revista Noosfera, nr. 4, Chișinău, 2010.
- "Interdependența dintre crizele de mediu si crizele economice", Revista Noosfera, nr. 5, Chișinău, 2011.
- "Ecologia și bioeconomia, două științe complementare, ca baza a conceptului de Dezvoltare Durabilă; contribuția României", în colaborare cu academicianul Ion Dediu, Revista Noosfera, nr. 5, Chișinău, 2011.
- "Securitatea ecologică în contextul național și internațional”, Academia de Științe a Moldovei, Revista de Filosofie, Sociologie și Științe Politice, Nr.1(155)/2011, pp 109-117.
- "Premisele politico-juridice ale elaborării strategiei de mediu. Experiența României”. Moldoscopie, nr.2/53/2011, pag. 36-42.[5]
- Articole pe teme socio-profesionale
- "Sondajul cunoașterii", Ifjumunkaș, februarie, 1967.
- "Sesiunile tehnico-științifice, forme de pregătire profesională" Tânărul Leninist, mai 1967.
- "Permanentizarea cadrelor pe șantierele de construcții mijloc de asigurare a pregătirii profesionale", Ifjumunkaș, mai 1967.
- "Clubul tehnic - mijloc de antrenare a specialiștilor în cercetarea științifică", Viața Nouă, Galați, aprilie 1968.
- "Coordonatele propagandei tehnice", Scânteia tineretului, februarie 1970.
- "Educația tehnică - o necesitate actuală", Tânărul Leninist, iulie 1973.
- Conferințe

- "Ecologia și bioeconomia – două științe complementare, ca bază a concepției dezvoltării durabile: contribuții românești", în colaborare cu Ion Dediu, la „Sesiunea științifică de toamnă a CENTRULUI UNIVERSUL ȘTIINȚEI LA ROMÂNI”, Casa de Cultură a Sindicatelor Mioveni, 9 septembrie 2011.[6], publicata în Revista Noosfera, nr. 5/2011, pp. 18-23.[7]
- "Comunicarea interstatală în problemele Crizei Ecologice Mondiale", Al XXII-lea Congres internațional al Universității "Apolonia", Iași, 1-2 martie 2012.
- "Cursa înarmărilor, principala sursă a insecurității ecologice a statelor", Sesiunea științifică anuală a Institutului de Cercetări "Ion Hăulică", Universitatea "Apolonia", Iași, 19 octombrie 2012.[8]
- "Considerațiuni privind strategia națională de protecție a mediului din Republica Moldova și România", în colaborare cu Ion Dediu,  Sesiunea științifică anuală a Institutului de Cercetări "Ion Hăulică", Universitatea "Apolonia", Iași, 19 octombrie 2012.[9]
- "Considerațiuni privind strategiile naționale de protecție a mediului, în condițiile integrării europene", „Sesiunea științifică anuală a Institutului de Cercetări "Ion Hăulică", Universitatea "Apolonia", Iași, 25 octombrie 2013.[10]
- "Mișcarea Ecologistă Internațională între deziderate și realități", Universitatea "Apolonia", Iași, Congresul Internațional "Pregătim viitorul promovând excelența”, 27 februarie – 1 martie 2014.[11]
- "De ce sfidăm consecințele Crizei Ecologice naționale și mondiale?", Sesiunea științifică anuală a Institutului de Cercetări "Ion Hăulică", Universitatea "Apolonia" , Iași, 24 octombrie 2014.[12]
- "Particularități ale Ecologiei umane în Canada", Sesiunea științifică anuală a Institutului de Cercetări "Ion Hăulică", Universitatea "Apolonia", Iași, 23 octombrie 2015.[13]
- Activitate editorială

- Nichita Smochină, Memorii, ediție îngrijită de Vlad Galin, Editura Academiei Române, București, 2009.
- Pagini din însemnările unui rebel. Academicianul Nichita Smochină, ediție îngrijită de Vlad Galin și Bogdan Ionuț Secheli, Editura „Samia”, Iași, 2012.
- Alocuțiuni la diverse evenimente

- "Grigore Tabacaru, aniversat de academicieni, la 125 de ani de la naștere", Bacău, noiembrie 2008.[14]
- Lansare de carte - Nichita Smochină, Memorii, sub îngrijirea lui Vlad Galin-Corini, Editura Academiei Române, București, 2009, Simpozionul Național "Unirea Principatelor Române", editia a V-a, Iași, 19 ianuarie 2010.[15]
- Sesiunea de Comunicări „200 de ani de la răpirea Basarabiei din componența Moldovei” organizată de Liga Culturală pentru Unitatea Românilor de Pretutindeni, Râmnicu Sărat, 13 ianuarie 2012.[16][necesită sursă mai bună][nefuncțională]
- Simpozionul "Marele Român  Nichita Smochină”, Biblioteca Științifică Centrală "A. Lupan” a Academiei de Științe a Moldovei, Chișinău, 14 iunie 2012.[17]
- "Nichita Smochină - 120 de ani de la naștere", Dublă lansare de carte, Alexandru Smochină,  Nichita Smochină: vox clamantis in deserto și Alexandru Smochină, Care patrie? Memoriile unui subprefect român în Transnistria, Muzeul Țăranului Român, Librăria "Cărturești", 9 octombrie 2014.

## Premii și distincții
- „Luptător pentru victoria Revoluției române din decembrie 1989”, „Monitorul Oficial”, nr. 467 bis, 7 iulie 2010, poz. 786, Certificat LRT-G, 00035.[18]